# Véhicule électrique en Malaisie

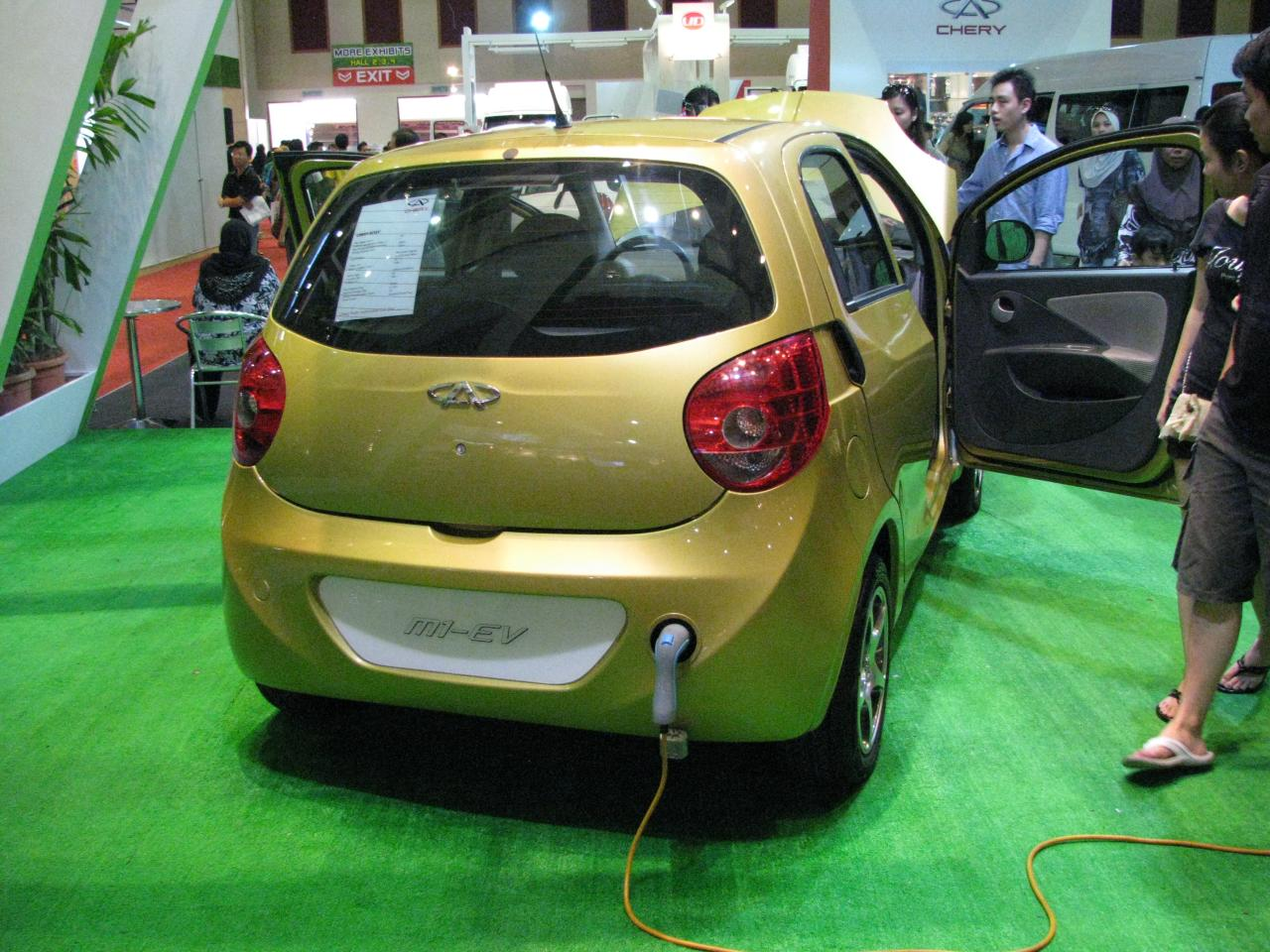
Véhicule électrique à un salon automobile à Kuala Lumpur en Malaisie en 2010.

Le véhicule électrique en Malaisie connait un développement rapide.

## Statistiques
En 2023, la part de marché de la voiture électrique est d'environ 1 % en Malaisie. Les principales marques sont BMW (5327 ventes), BYD (3637 ventes), Volvo (1906 ventes) et Mercedes (1175 ventes).
En décembre 2021, environ 31 000 véhicules électriques sont immatriculés en Malaisie.

## Politique gouvernementale
En janvier 2022, les véhicules électriques sont exemptés de taxes routières.
En 2022, les véhicules électriques sont exonérés de tous droits d'importation.
Le 8 février 2023, le ministère malaisien du Commerce international et de l'Industrie (MITI) annonce que Tesla a reçu l'autorisation d'établir sa présence dans le pays.

## Bornes de recharge
En octobre 2021, on compte 251 stations de recharge publiques en Malaisie.
En 2022, le gouvernement offre des subventions importantes pour l'installation de bornes de recharge.